# François Lachance
 (août 2016).
Si vous disposez d'ouvrages ou d'articles de référence ou si vous connaissez des sites web de qualité traitant du thème abordé ici, merci de compléter l'article en donnant les références utiles à sa vérifiabilité et en les liant à la section « Notes et références ».
François Lachance est un auteur-compositeur-interprète québécois née le 27 janvier 1992 à Alma. Il s'est fait connaitre d'abord en étant un des premiers artistes à profiter de la vitrine YouTube pour se faire connaître du grand public. C'est d'ailleurs ainsi qu'il se fait repérer par les recruteurs des émissions Star Académie, au Québec ainsi que The Voice : La Plus Belle Voix, en France, auxquelles il participe avant de lancer son premier album, J'suis là, en 2013.

## Biographie
Alors qu'il est étudiant au secondaire, François Lachance participe au concours Secondaire en spectacle où il remporte la finale régionale en plus du prix coup de cœur du public. Il fait ensuite partie de la troupe de spectacles Québec Issime et développe en parallèle ses premières armes d'auteur-compositeur en publiant régulièrement des vidéos sur le site YouTube où rapidement ses vidéos atteignent plusieurs centaines de milliers de visionnements sous le pseudonyme Lechence. En date d'août 2016, ses vidéos ont été vus par plus de 8 millions de personnes. 
Il participe en 2012 à l'édition 2012 de Star Académie où il se démarque par ses compositions, notamment la chanson J'suis là avec laquelle remporte un prix SOCAN comme étant une des chansons les plus tournées à la radio au cours de cette année. En plus de participer aux tournées de spectacle avec ses confrères et consœurs de l'académie, il se fait approcher quelques mois plus tard par l'équipe de recrutement de l'émission The Voice : La Plus Belle Voix, en France où il se rend jusqu'à l'étape des "battles". 
Il lance son premier album, J'suis là, à l'automne 2013 sous l'étiquette Productions J, réalisé par Marc Dupré. Plusieurs des chansons de cet album font bonne figure dans les radios.[réf. nécessaire] On y retrouve majoritairement ses compositions ainsi que des collaborations avec Alexandre Poulin et Nelson Minville.
Au printemps 2016, il décide de produire lui-même son deuxième album, Histoires vraies, et fait appel à ses fans pour aider au financement via la plate-forme Kickstarter. Il amasse pas moins de 25 000 $, ce qui lui permet de lancer ce disque à l'automne 2016 sous l'étiquette des Disques Passeport.

## Discographie
- Star Académie 2012 (2012)
- Star Académie Noël (2012)
- J'suis là (2013)
- Histoires vraies (2016)
- Live à la Place des Arts (2017)

## Extraits Radio
- Toi + moi (avec les Académiciens) (2012)
- J'suis là (2012)
- À deux (2013)
- J'ai cherché (Love Me True) (2013)
- La vie est belle (2014)
- Je vais à Rio (avec Wilfred Le Bouthillier, Jean-Marc Couture et Bryan Audet) (2014)
- Sur le seuil (2015)
- Dans une autre vie (avec Joannie Benoit) (2015)
- Tu tournes dans ma tête (2016)
- Les filles (2016)
- Entre le soleil et la lune (2017)
- Crazy (Cette vie) (2017)
- New York (2017)
- Si jamais (2018)
- Westfalia (2019)
- Le gars de l’usine (2020)

## Vidéoclips
- Toi + moi (Avec les Académiciens) (2012)
- À deux (2013)
- J'ai cherché (Love Me True) (2013)

## Honneurs et récompenses
- Nomination - Chanson populaire de l'année - Toi + Moi (Star Académie 2012) - Gala de l'Adisq (2012)
- Prix Félix - Album de l'année Meilleur vendeur - Star Académie 2012 - Gala de l'Adisq (2012)
- Prix Félix - Album de l'année Reprises - Star Académie 2012 - Gala de l'Adisq (2012)
- Nomination - Émission de télévision de l'Année - Chanson - Star Académie 2012 - Gala de l'Adisq (2012)
- Nomination - Spectacle de l'année interprète - Star Académie 2012 - Gala de l'Adisq (2013)
- Nomination - Album de l'année Meilleur vendeur - Star Académie Noël - Gala de l'Adisq (2013)
- Nomination - Album de l'année Réinterprétations - Star Académie Noël - Association québécoise de l'industrie du disque, du spectacle et de la vidéo|Gala de l'Adisq (2013)
- Prix Socan de la chanson populaire de l'année - J'suis là - Gala de la SOCAN (2013)